# 納棺師の捜査ファイル
『納棺師の捜査ファイル』（のうかんしのそうさファイル、原題: Der Bestatter）は、2013年から2019年に放送されたスイスのテレビドラマシリーズ。元刑事の納棺師が様々な事件を解決する推理ドラマ。スイスでは2013年1月8日からSRF 1で放送が開始された。日本では2016年11月6日からAXNミステリーでシーズン2まで放送された。シーズン3以降は日本未放送。

## あらすじ
チューリッヒの東側に位置する小さな田舎町アーラウ。地元で刑事をしていたルークは仕事を辞め、家業の葬儀屋を継ぎ納棺師として働いている。ある日、養鶏所で女性の死体が見つかり、その遺体を引き取りに行ったルークはかつての同僚アンナと再会する。

## キャスト

### メイン
ルーク
マイク・ミュラー
アンナ
バルバラ・タープアテン
Fabio Testi
レト・スタルダー
Erika Bürgisser
サリー・ロスリスバーガー
Reto Doerig
サミュエル・シュトライフ
Dr. Alois Semmelweis
マルティン・オスターマヤー

## エピソード
| シーズン | シーズン | 話数 | 話数 | 放送期間     | 放送期間      |
| シーズン | シーズン | 話数 | 話数 | 初回放送     | 最終回放送    |
| -------- | -------- | ---- | ---- | ------------ | ------------- |
|          | 1        | 4    | 4    | 2013年1月8日 | 2013年1月29日 |
|          | 2        | 6    | 6    | 2014年1月7日 | 2014年2月11日 |
|          | 3        | 6    | 6    | 2015年1月6日 | 2015年2月10日 |
|          | 4        | 6    | 6    | 2016年1月5日 | 2016年2月9日  |
|          | 5        | 6    | 6    | 2017年1月3日 | 2017年2月7日  |
|          | 6        | 6    | 6    | 2018年1月2日 | 2018年2月6日  |
|          | 7        | 6    | 6    | 2019年1月8日 | 2019年2月12日 |

## 放送
2013年1月8日からスイスのSRF 1で放送が開始され、41パーセントの高視聴率を記録する。その後は毎年1月に新シリーズが放送され、同じく40%前後の高視聴率を維持し続けている。